# Clotilde Courau

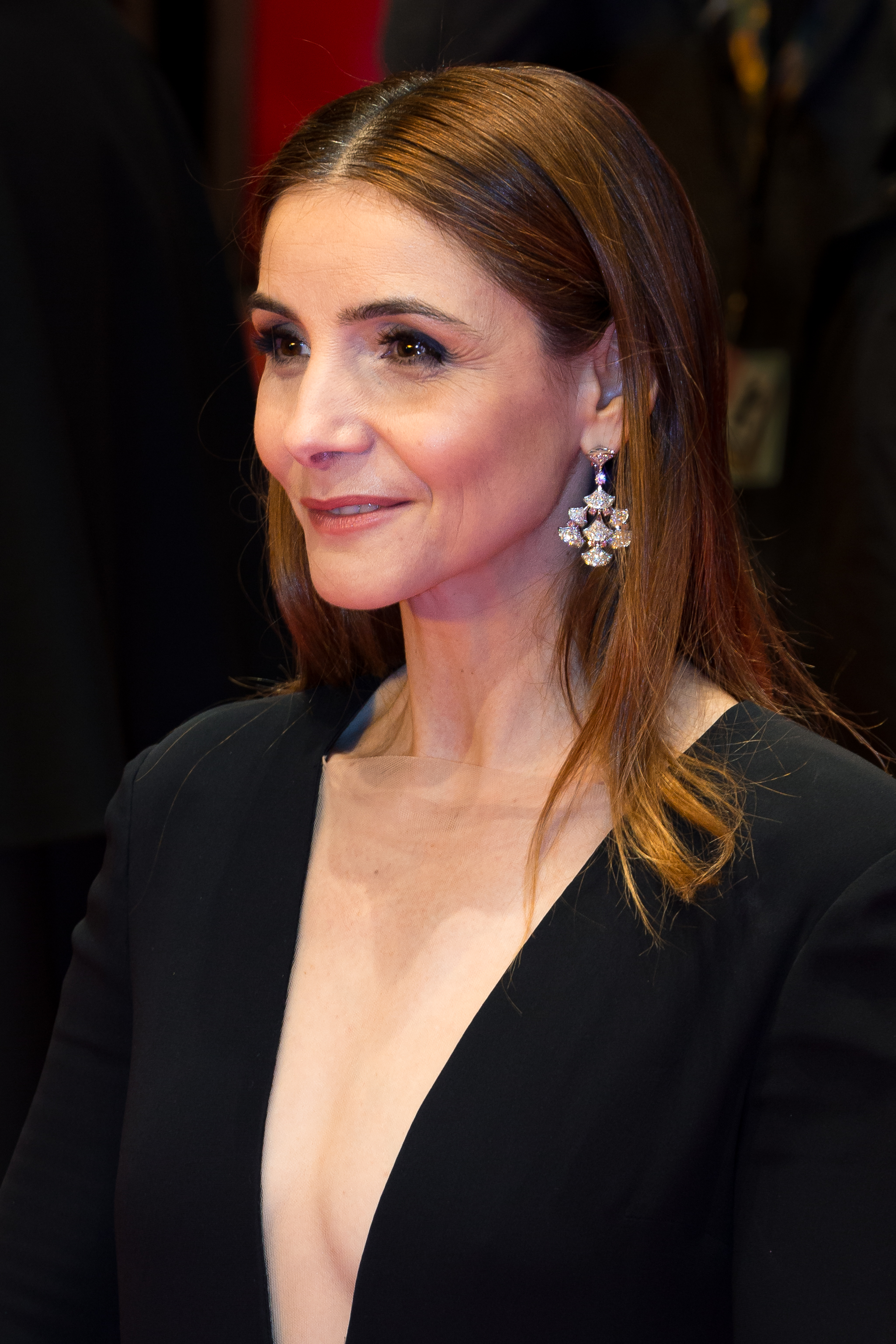
Clotilde Courau, Berlinale 2017

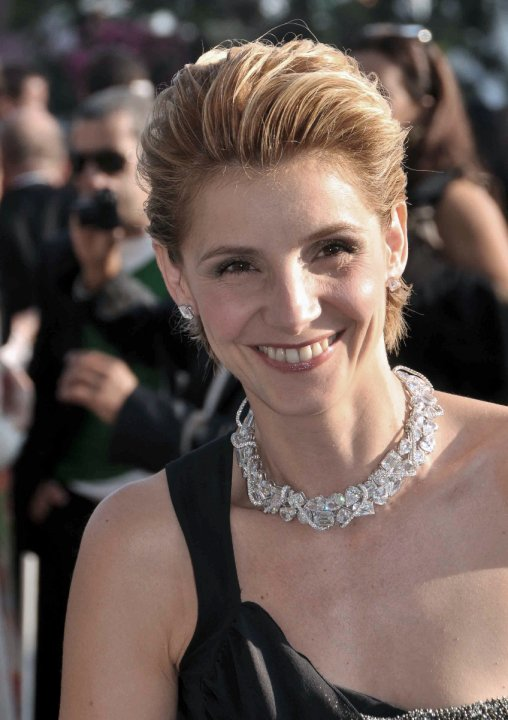
Clotilde Courau (Cannes 2010)

Clotilde Marie Pascale Courau (* 3. April 1969 in Levallois-Perret, Département Hauts-de-Seine) ist eine französische Schauspielerin. Sie ist mit Emanuele Filiberto di Savoia, dem ältesten Enkel des letzten italienischen Königs Umberto II., verheiratet und gehört somit zum Haus Savoyen.

## Leben
Clotilde Marie Pascale Courau wurde als Tochter von Jean-Claude Courau (* 1942) und Catherine du Pontavice des Renardières (* 1948) geboren. Sie hat drei Schwestern und wuchs in einer römisch-katholischen Familie auf. Ihre Kindheit verbrachte sie zeitweise in Ägypten und Benin. Nach ihrem Schulabschluss beschloss sie im Alter von 16 Jahren Schauspielerin zu werden. Dazu studierte sie am Cours Simon und Cours Florent in Paris. Anschließend spielte sie Theater, bevor sie in dem von Jacques Doillon inszenierten 1990 erschienenen Drama Der kleine Gangster an der Seite von Richard Anconina und Gérald Thomassin in der Rolle der Stephanie auf der Leinwand debütierte. Für ihre Darstellung wurde sie bei der Verleihung des französischen Filmpreises César 1991 als Beste Nachwuchsdarstellerin nominiert und im selben Jahr bei der Verleihung des Europäischen Filmpreises als Beste Darstellerin ausgezeichnet.
Am 25. September 2003 heiratete sie Emanuele Filiberto di Savoia in der Santa Maria degli Angeli e dei Martiri, einer Kirche in Rom. Während der Hochzeit trug sie ein Brautkleid von Valentino Garavani. Sie war bereits im sechsten Monat schwanger. Die Hochzeit selbst wurde kontrovers diskutiert, da Courau wegen ihrer politisch linken Ansichten bekannt ist. Nach der Hochzeit erhielt sie vom Haus Savoyen den Titel „Clotilde von Savoyen, Prinzessin von Piemont und Venetien“ (italienisch Principessa Clotilde di Savoia, Principessa di Piemonte e Venezia) zuerkannt. Ihre erste Tochter, Vittoria Chiara Cristina Adelaide Maria, wurde am 28. Dezember 2003 geboren. Ihre zweite Tochter, Luisa, wurde am 16. August 2006 geboren. Das Paar adoptierte im Januar 2011 zwei kenianische Babys.

## Filmografie (Auswahl)

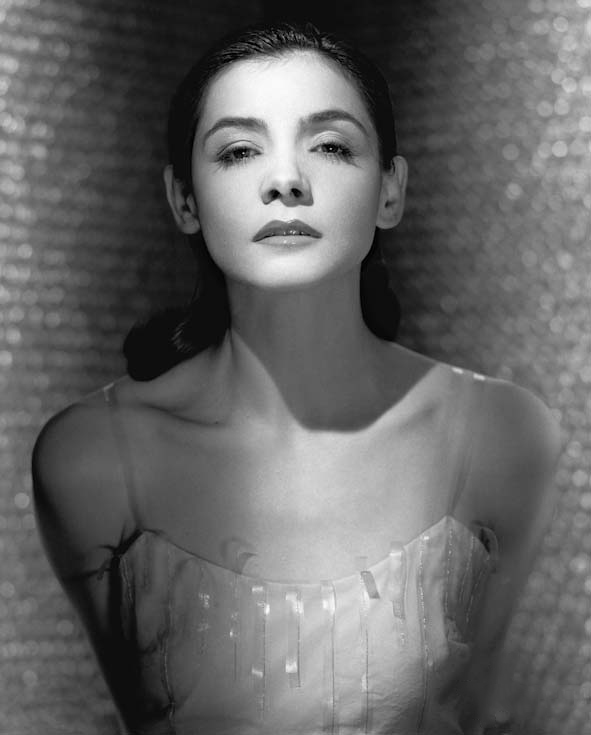
Clotilde Courau (2000)

- 1990: Der kleine Gangster (Le petit criminel)
- 1992: Flucht aus dem Eis (Map of the Human Heart)
- 1993: Polski Crash
- 1993: Stage Fright – Eine Gurke erobert Hollywood (The Pickle)
- 1995: Der Lockvogel (L’appât)
- 1995: Elisa (Élisa)
- 1996: La Tournee – Bühne frei für drei Halunken (Les grands ducs)
- 1998: Abseits (Hors jeu)
- 1999: Deterrence
- 2000: Deep in the Woods – Allein mit der Angst (Promenons-nous dans les bois)
- 2000: Die Sache mit dem Sex & der Liebe (La parenthèse enchantée)
- 2000: Exit – Die Apokalypse in Dir (Exit)
- 2000: Haus der dunklen Wünsche (En face)
- 2002: Bad, Bad Things (Mon idole)
- 2002: Küss mich, wenn du willst (Embrassez qui vous voudrez)
- 2002: Der Kodex (La mentale)
- 2007: La vie en rose (La môme)
- 2011: Tous les soleils
- 2013: Eine Hochzeit und andere Hindernisse (Des gens qui s’embrassent)
- 2014: Project: Babysitting (Babysitting)
- 2015: Im Schatten der Frauen (L’ombre des femmes)
- 2016: Der Himmel wird warten (Le ciel attendra)
- 2019: Ein leichtes Mädchen (Une fille facile)
- 2020: Angst auf dem See (Peur sur le lac, Miniserie, 6 Episoden)
- 2021: Il cattivo poeta
- 2021: Benedetta
- 2021: Les héroïques
- 2021: L’Absente (Fernsehserie, 11 Episoden)
- 2021: Rebecca (Fernsehserie, 8 Episoden)
- 2023: Im letzten Sommer (L’été dernier)
- 2023: Die Gleichung ihres Lebens (Le théorème de Marguerite)
- 2023: Adieu Chérie – Trennung auf Französisch (Nouveau départ)
- 2024: Barbès, little Algérie

## Auszeichnungen (Auswahl)
- César 1991: Nominierung als Beste Nachwuchsdarstellerin für Der kleine Gangster
- Europäischer Filmpreis 1991: Beste Darstellerin für Der kleine Gangster
- César 1996: Nominierung als Beste Nebendarstellerin für Elisa
- Berlinale 1998: Shooting Star
- 2000: Romy-Schneider-Preis
- 2007: Ritter des Ordre des Arts et des Lettres